# Пористый материал
Пористый материал (англ. porous material) — твердое тело, содержащее в своем объёме свободное пространство в виде полостей, каналов или пор.

## Описание
Размеры пор, как правило, гораздо меньше геометрических размеров самого твердого тела. Пористые тела по своей структуре делятся на корпускулярные и губчатые. Корпускулярные пористые тела (например, силикагели) состоят из сросшихся частиц разной формы и размера, а порами являются промежутки между этими частицами и их ансамблями. В губчатых телах (например, пористых стеклах) невозможно выделить отдельные первичные частицы, и поры в них представляют собой сеть каналов и полостей различной формы и переменного сечения. В большинстве случаев пористая (поровая) структура задается при синтезе и зависит от условий его проведения (для оксидных пористых тел играет роль тип растворителя, pH системы, температура прокаливания и т. д.), но возможно и постсинтетическое модифицирование, приводящее к изменениям системы пор. Основными характеристиками пористых тел служат пористость, распределение пор по размеру, удельная поверхность. Различают также открытую и закрытую пористость. Система закрытых пор внутри тела, в отличие от открытых, не сообщается с внешней средой.